# Jump They Say
Jump They Say is een nummer van Britse muzikant David Bowie en de vijfde track van zijn album Black Tie White Noise uit 1993. Het nummer werd uitgebracht als de leadsingle van het album op 15 maart 1993, drie weken voor de release van het album.
Bowie werd geïnspireerd voor het nummer door de zelfmoord van zijn schizofrene halfbroer Terry op 16 januari 1985. De tekst gaat over een man die tot wanhoop gedreven is door de druk die op hem wordt gelegd. Bowie noemde zijn eigen gevoelens over springen in het onbekende metafysisch. Muzikaal gezien leidde de invloed van Nile Rodgers tot een funk-gebaseerde sound, alhoewel het nummer ook werd beïnvloed door contemporary jazz met een solo van Avant-gardejazz-trompettist Lester Bowie (geen familie).
Als de eerste single van het album kreeg "Jump They Say" een aanzienlijke promotie van Bowie's nieuwe platenlabel Savage Records (alhoewel het werd gedistribueerd door Arista Records in Europa). Het nummer werd gepromoot als Bowie's comebacksingle, alhoewel het niet zijn eerste werk was sinds het uit elkaar gaan van zijn band Tin Machine. Het kwam tot de negende plaats in zijn thuisland en was zijn enige top 10-hit tussen "Absolute Beginners" uit 1986 en "Where Are We Now?" uit 2013.

## Tracklijst
- Alle nummers geschreven door Bowie.

7"-versie
1. "Jump They Say" (Radio edit) - 3:53
2. "Pallas Athena" (Don't Stop Praying Mix) - 5:36

12"-versie (74321 139421)
1. "Jump They Say" (Hardhands Mix) - 5:40
2. "Jump They Say" (Albumversie) - 4:22
3. "Jump They Say" (Leftfield 12" vocal) - 7:42
4. "Jump They Say" (Dub Oddity Mix) - 4:44

12"-versie (74 321 13 69 61)
1. "Jump They Say" (Club Hart remix) - 5:05
2. "Jump They Say" (JAE-E Mix) - 5:32
3. "Jump They Say" (JAE-E Dub) - 4:48
4. "Jump They Say" (Leftfield remix) - 7:41
5. "Jump They Say" (Dub Oddity, another Leftfield remix) - 5:36
6. "Pallas Athena" (Don't Stop Praying Mix) - 5:36

Cd-versie (Europa)
1. "Jump They Say" (Radio edit) - 3:53
2. "Jump They Say" (JAE-E edit) - 3:58
3. "Jump They Say" (Club Hart remix) - 5:05
4. "Jump They Say" (Leftfield 12" vocal) - 7:42
5. "Pallas Athena" (Albumversie) - 4:40
6. "Pallas Athena" (Don’t Stop Praying Mix) - 5:36

Cd-versie (74321 139432)
1. "Jump They Say" (7" version) - 3:53
2. "Jump They Say" (Hard Hands Mix) - 5:40
3. "Jump They Say" (JAE-E Mix) - 5:32
4. "Pallas Athena" (Don't Stop Praying Mix) - 5:36

Cd-versie (74321 139432)
1. "Jump They Say" (Brothers in Rhythm Mix) - 8:28
2. "Jump They Say" (Brothers in Rhythm Instrumental) - 6:25
3. "Jump They Say" (Leftfield 12" vocal) - 7:42
4. "Jump They Say" (Albumversie) - 4:22

Cd-versie (Verenigde Staten)
1. "Jump They Say" (Albumversie) - 4:23
2. "Jump They Say" (Radio Edit 1) - 4:02
3. "Jump They Say" (Club Hart remix) - 5:05
4. "Jump They Say" (Leftfield Remix) - 7:41
5. "Pallas Athena" (Albumversie) - 4:40
6. "Pallas Athena" (Don't Stop Praying Mix) - 5:36

- "Jump They Say" (Radio Edit 1) is dezelfde versie als "Jump They Say" (JAE-E edit).

12"-versie (Verenigde Staten, promotioneel)
1. "Jump They Say" (Brothers in Rhythm Mix) - 8:28
2. "Jump They Say" (Brothers in Rhythm Instrumental) - 6:25

## Muzikanten
- David Bowie: zang, saxofoon
- Nile Rodgers: gitaar, drumloops
- Barry Campbell: basgitaar
- Richard Hilton: keyboards
- Lester Bowie: trompet

## Hitnoteringen

### Nederlandse Top 40
| Hitnotering: 03-04-1993 t/m 08-05-1993 | Hitnotering: 03-04-1993 t/m 08-05-1993 | Hitnotering: 03-04-1993 t/m 08-05-1993 | Hitnotering: 03-04-1993 t/m 08-05-1993 | Hitnotering: 03-04-1993 t/m 08-05-1993 | Hitnotering: 03-04-1993 t/m 08-05-1993 | Hitnotering: 03-04-1993 t/m 08-05-1993 | Hitnotering: 03-04-1993 t/m 08-05-1993 |
| Week:                                  | 1                                      | 2                                      | 3                                      | 4                                      | 5                                      | 6                                      |                                        |
| -------------------------------------- | -------------------------------------- | -------------------------------------- | -------------------------------------- | -------------------------------------- | -------------------------------------- | -------------------------------------- | -------------------------------------- |
| Positie:                               | 25                                     | 22                                     | 19                                     | 17                                     | 20                                     | 40                                     | uit                                    |

### Nationale Hitparade top 50 /Single Top 100
| Hitnotering: 27-03-1993 t/m 01-05-1993 | Hitnotering: 27-03-1993 t/m 01-05-1993 | Hitnotering: 27-03-1993 t/m 01-05-1993 | Hitnotering: 27-03-1993 t/m 01-05-1993 | Hitnotering: 27-03-1993 t/m 01-05-1993 | Hitnotering: 27-03-1993 t/m 01-05-1993 | Hitnotering: 27-03-1993 t/m 01-05-1993 | Hitnotering: 27-03-1993 t/m 01-05-1993 |
| Week:                                  | 1                                      | 2                                      | 3                                      | 4                                      | 5                                      | 6                                      |                                        |
| -------------------------------------- | -------------------------------------- | -------------------------------------- | -------------------------------------- | -------------------------------------- | -------------------------------------- | -------------------------------------- | -------------------------------------- |
| Positie:                               | 37                                     | 29                                     | 24                                     | 26                                     | 32                                     | 35                                     | uit                                    |